# Susan Auch
Susan Auch (* 1. März 1966 in Winnipeg, Manitoba) ist eine ehemalige kanadische Eisschnellläuferin.
Der Vater, Eberhard Auch, stammt aus dem Rems-Murr-Kreis, die Mutter (Rosemarie Auch, geb. Kern) aus Emmendingen (Breisgau). Die Eltern wanderten in den 1950er bzw. 1960er Jahren nach Kanada aus. Schon als Kinder waren Susan und ihre beiden Geschwister sportlich aktiv. Sie begannen zunächst mit Shorttrack, wechselten dann jedoch zum Eisschnelllauf. In Winnipeg gab es noch keine Eislaufhalle, daher musste im Freien auf zugefrorenen Seen trainiert werden. Die Belohnung für die frühe Aktivität stellte sich für Susan, mit der Qualifikation im Shorttrack für die Olympischen Winterspiele in Calgary 1988 ein. Dort gewann sie in der Mannschaftsverfolgung die Bronzemedaille.
1989 wechselte sie von Winnipeg (Manitoba) nach Calgary, um besser trainieren zu können. Nach mehreren kanadischen Landesmeisterschaften im Sprint erfolgte dann 1992 die Teilnahme an den Winterspielen in Albertville (Frankreich). Sie wurde Sechste im 500-m-Sprint. Ihr Bruder Derrick wurde 4. bei der Qualifikation der Männer und verpasste die Olympiaqualifikation damit nur knapp. 1994 folgte dann in Lillehammer eine weitere olympische Medaille. Sie gewann Silber im 500-m-Sprint vor Franziska Schenk und nach Bonnie Blair mit einer Zeit von 39,61 s. Vier Jahre später, bei den Olympischen Winterspielen in Nagano (Japan), errang sie den zweiten großen Erfolg ihrer Karriere, als sie wieder die Silbermedaille gewann, vor Tomomi Okazaki und nach ihrer Mannschaftskollegin Catriona LeMay-Doan. Es wurden zwei Läufe gewertet. Sie kam mit 38,42 und 38,51 s auf die zweitbeste Zeit. Ihr Bruder Derrick war damals als Trainer der Damen-Sprint-Mannschaft am Erfolg seiner beiden Läuferinnen beteiligt.
1999 erklärte Susan Auch ihren Rückzug vom Wettkampfsport. Später entschied sie sich dennoch zur Teilnahme an den Winterspielen 2002 in Salt Lake City und nahm somit an fünf Olympischen Spielen teil. Nach diesen Spielen beendete sie ihre Karriere endgültig.
Auch war Athletenbotschafterin der Entwicklungshilfeorganisation Right to Play für die Sparte Eisschnelllauf.
Sie wurde 2004 Mutter von Zwillingen und arbeitete 2006 als Immobilienmaklerin in Calgary, Alberta.